# Ussana
Ussana é uma comuna italiana da região da Sardenha, na província da Sardenha do Sul, com  cerca de 3.757 habitantes. Estende-se por uma área de 32 km², tendo uma densidade populacional de 117 hab/km². Faz fronteira com Donorì, Monastir, Nuraminis, Samatzai, Serdiana.

## Demografia
| Variação demográfica do município entre 1861 e 2011                               |
|                                                                                   |
| Fonte: Istituto Nazionale di Statistica (ISTAT) - Elaboração gráfica da Wikipedia |